# 清凉寺 (南京)
南京清凉寺，又称石头清凉大道场、清凉陟寺，位于南京城区西部清凉山上，法眼宗祖庭，金陵四十八景之一。

## 历史
该寺前身为五代十国杨吴顺义三年徐温始建的兴教寺。南唐圣元元年（937年），李璟在此避暑纳凉，改寺名为“石头清凉大道场”，后主李煜亲题“德庆堂”。清涼文益长居此寺，并建法眼宗。北宋太平兴国五年（980年）重建。明建文四年（1402年）由朱棣重建，改额为“清凉陟寺”。后历经太平天国、中日战争、文化大革命等劫难破损。2003年重建并于2009年开放。

## 名聯
清薛時雨題

四百八十寺過眼成墟，幸嵐影江光猶有天然好圖畫；

三萬六千場回頭是夢，問善男信女可知此地最清涼。